# Marija Banušić
Marija Banušić (født 17. september 1995) er en svensk fodboldspiller, der spiller som angriber for Montpellier HSC og Sveriges kvindefodboldlandshold. Tidligere har hun spillet for bl.a. Eskilstuna United DFF og Kristianstads DFF i Damallsvenskan og for engelske Chelsea Ladies i FA WSL. Hun spillede sin første landskamp for Sverige i november 2014. Hun har tidligere haft navnet Maredinho på sin bluse, hvilket er et kælenavn, som hendes far gav hende som et tegn på respekt for den mandlige fodboldspiller Ronaldinho.